# 平子友長
平子 友長（たいらこ ともなが、1951年 - ）は、日本の哲学者、思想史家。一橋大学名誉教授。フンボルト大学客員教授、清華大学特聘教授、日本MEGA編集委員会全国グループ代表、日本哲学会理事等を歴任した。

## 人物・経歴
1974年一橋大学社会学部卒業。1976年一橋大学大学院社会学研究科修士課程修了、社会学修士。 1979年同博士課程単位修得退学。指導教官は岩崎允胤だが、のちに平子の実践的唯物論の立場からのマルクス主義解釈が岩崎から批判を受け決別。
1979年一橋大学社会学部助手。1981年北海道大学経済学部助教授。1987年一橋大学社会学部助教授。1994年同教授。2000年オスナブリュック大学社会科学部客員研究員。2001年フンボルト大学日本学研究所客員研究員。2007年社会思想史学会常任幹事。2010年フンボルト大学日本センター客員教授。2014年一橋大学を定年退職し、一橋大学名誉教授の称号を受け、一橋大大学院社会学研究科総合社会科学専攻特任教授（社会文化研究分野（社会思想））。
2015年日本哲学会評議員、日本MEGA編集委員会全国グループ代表。2017年清華大学人文学院特聘教授。2019年日本哲学会理事。東京唯物論研究会委員長、マルクス研究会共同代表なども務めた。指導学生に佐々木隆治など。

## 著書
- 『社会主義と現代世界』青木書店 1991年
- 『遺産としての三木清』（津田雅夫,亀山純生,室井美千博,清真人と共著）同時代社 2008年
- 『マルクス抜粋ノートからマルクスを読む』（大谷禎之介と共編）桜井書店 2013年
- 『危機に対峙する思考』（退官記念論文集、橋本直人,佐山圭司,鈴木宗徳,景井充と共編著）梓出版社 2016年
- 『資本主義を超える マルクス理論入門』（渡辺憲正,後藤道夫,蓑輪明子と共編）大月書店 2016年